# Hydroporus springeri
Hydroporus springeri är en skalbaggsart som beskrevs av G. Müller 1924. Hydroporus springeri ingår i släktet Hydroporus och familjen dykare. Inga underarter finns listade i Catalogue of Life.